# Differenzierbares Maß
Ein differenzierbares Maß ist ein Begriff aus der Funktionalanalysis und bezeichnet ein Maß, welches einen Ableitungsbegriff besitzt. Die Theorie der differenzierbaren Maße wurde von Sergei Fomin begonnen und als unendlich-dimensionale Ergänzung für die Distributionstheorie am internationalen Mathematikkongress 1966 in Moskau vorgeschlagen, seither wurde sie (vor allem von der russisch-sprachigen Mathematikschule) stetig weiterentwickelt. Es existieren hierbei verschiedene Differenzierbarkeitsbegriffe, der geläufigste ist der von Sergei Fomin, es gibt aber auch einen von Anatolij Skorochod (), einen von Albeverio und Høegh-Krohn sowie einen von Smolyanow und von Weizsäcker.
Die Theorie hat Anwendungen in der Stochastik und insbesondere in der Theorie der gaußschen Maße.

## Differenzierbares Maß
Sei
- {\displaystyle X} ein reeller Vektorraum,
- {\displaystyle {\mathcal {A}}} eine σ-Algebra, die invariant unter Translationen bezüglich eines Vektors {\displaystyle h\in X} ist, das bedeutet {\displaystyle A+th\in {\mathcal {A}}} für alle {\displaystyle A\in {\mathcal {A}}} und {\displaystyle t\in \mathbb {R} }.

Dieser Rahmen ist sehr allgemein gehalten, weil die meisten Definition nur von der Linearität und der Messbarkeit abhängen. Üblicherweise ist {\displaystyle X} aber ein reeller hausdorffscher lokalkonvexer Raum und für {\displaystyle {\mathcal {A}}} wählt man entweder die borelsche σ-Algebra {\displaystyle {\mathcal {B}}(X)} oder die zylindrische σ-Algebra {\displaystyle {\mathcal {E}}(X,X')}.
Für ein Maß {\displaystyle \mu } führen wir den Shift um {\displaystyle h\in X} ein, das bedeutet {\displaystyle \mu _{h}(A):=\mu (A+h)}.

### Differenzierbarkeit nach Fomin
Ein Maß {\displaystyle \mu } auf {\displaystyle (X,{\mathcal {A}})} ist Fomin-differenzierbar entlang von {\displaystyle h\in X}, falls für jede Menge {\displaystyle A\in {\mathcal {A}}} der Grenzwert
{\displaystyle d_{h}\mu (A):=\lim \limits _{t\to 0}{\frac {\mu (A+th)-\mu (A)}{t}}}
existiert.

#### Erläuterungen
- In anderen Worten, für alle Mengen {\displaystyle A\in {\mathcal {A}}} ist die Abbildung {\displaystyle f_{\mu }^{A,h}:t\mapsto \mu (A+th)} in {\displaystyle 0} differenzierbar.
- Die Fomin-Ableitung {\displaystyle d_{h}\mu (\cdot )} ist wieder ein Maß und absolutstetig bezüglich {\displaystyle \mu }.
- Die Fomin-Differenzierbarkeit lässt sich direkt auf signierte Maße {\displaystyle \mu } erweitern.
- Höhere und gemischte Ableitungen werden induktiv definiert.

### Differenzierbarkeit nach Skorochod
Sei {\displaystyle {\mathcal {A}}} die bairesche σ-Algebra und {\displaystyle \mu } ein Baire-Maß darauf. Weiter sei {\displaystyle C_{b}(X)} der Raum der beschränkten und stetigen Funktionen auf {\displaystyle X}.
{\displaystyle \mu } ist Skorochod-differenzierbar oder S-differenzierbar entlang {\displaystyle h\in X}, falls ein Baire-Maß {\displaystyle \nu } existiert, so dass für alle {\displaystyle f\in C_{b}(X)}
{\displaystyle \lim \limits _{t\to 0}\int _{X}{\frac {f(x-th)-f(x)}{t}}\mu (dx)=\int _{X}f(x)\nu (dx)}
gilt.
Mit dem Shift-Operator erhält man
{\displaystyle \lim \limits _{t\to 0}\int _{X}{\frac {f(x-th)-f(x)}{t}}\mu (dx)=\lim \limits _{t\to 0}\int _{X}f\;d\left({\frac {\mu _{th}-\mu }{t}}\right).}
Das Baire-Maß {\displaystyle \nu } nennt man Skorochod-Ableitung oder schwache Ableitung von {\displaystyle \mu } entlang {\displaystyle h\in X} und ist eindeutig.

### Stetigkeit eines Maßes
Sei {\displaystyle \|\mu \|_{TV}=(\mu ^{+}+\mu ^{-})(X)} die Totalvariationsnorm. Wir sagen ein Maß ist stetig entlang von {\displaystyle h\in X}, falls
{\displaystyle \lim \limits _{t\to 0}\|\mu _{th}-\mu \|=0,}
man spricht auch von Konvergenz in Variation.

### Differenzierbarkeit nach Albeverio-Hoegh-Krohn
Ein Maß {\displaystyle \mu } ist Albeverio-Hoegh-Krohn-differenzierbar (AHK-differenzierbar) entlang von {\displaystyle h\in X}, falls ein Maß {\displaystyle \lambda \geq 0} existiert, so dass
1. {\displaystyle \mu _{th}} absolutstetig bezüglich {\displaystyle \lambda } ist, das heißt {\displaystyle \mu _{th}\ll \lambda } und {\displaystyle \lambda _{th}=f_{t}\cdot \lambda },
2. die Abbildung {\displaystyle g:\mathbb {R} \to L^{2}(\lambda ),\;t\mapsto f_{t}^{1/2}} differenzierbar ist.[4]

#### Erläuterungen
- Die AHK-Differenzierbarkeit lässt sich auch auf signierte Maße erweitern.

## Beispiel
Sei {\displaystyle \mu } ein Maß mit stetig differenzierbarer Radon-Nikodým-Dichte {\displaystyle g(x)}. Dann lässt sich die Fomin-Differenzierbarkeit wie folgt berechnen
{\displaystyle d_{h}\mu (A):=\lim \limits _{t\to 0}{\frac {\mu (A+th)-\mu (A)}{t}}=\lim \limits _{t\to 0}\int _{A}{\frac {g(x+th)-g(x)}{t}}\mathrm {d} x=\int _{A}g'(x)\mathrm {d} x.}